# Enthalpie de fusion

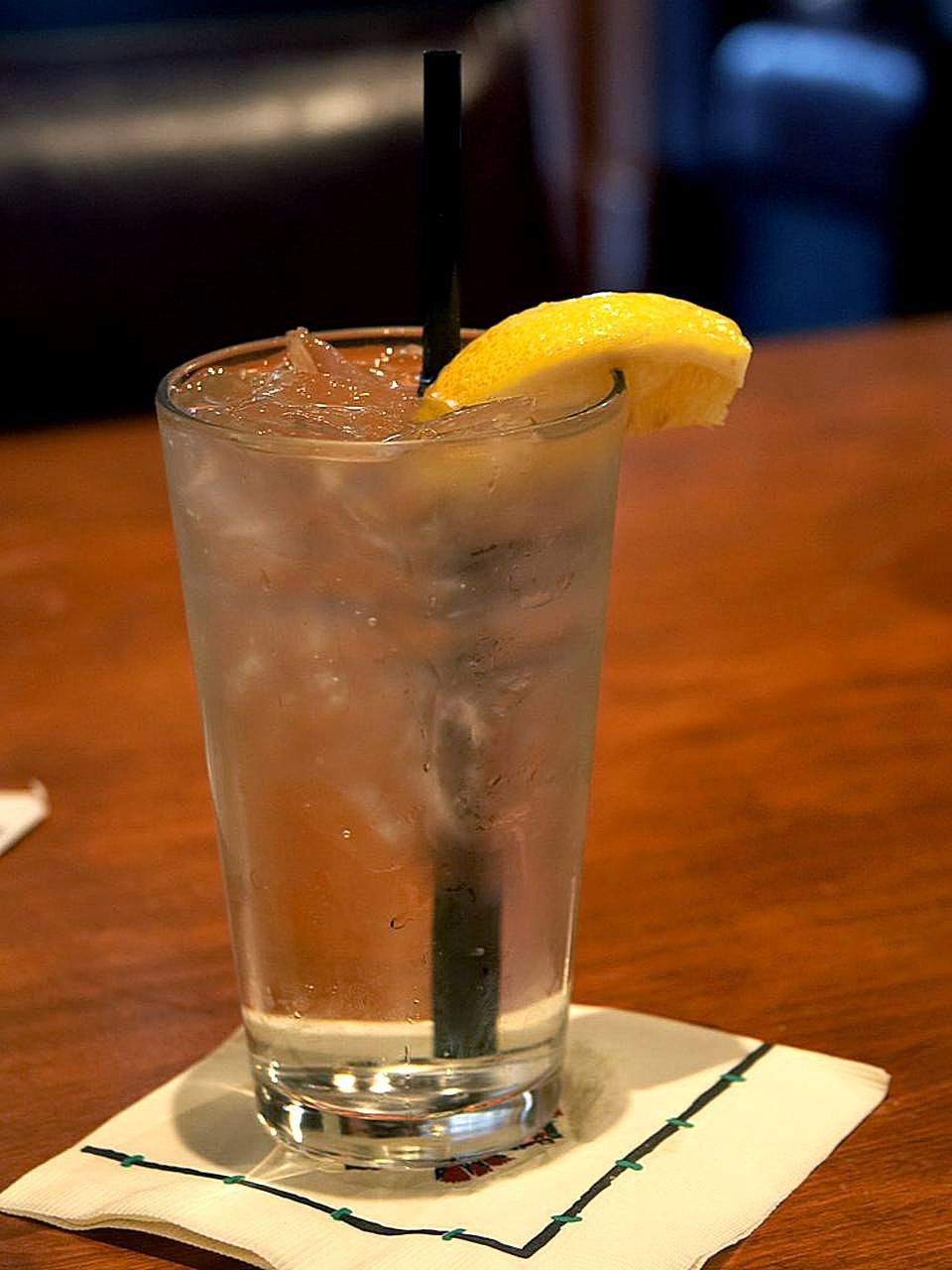
L'enthalpie de fusion de la glace est la quantité d'énergie nécessaire qui doit être appliquée pour faire fondre la glace à température et pression constantes.

L'enthalpie de fusion (symbole : {\displaystyle \Delta {}H_{fus}}) est l'énergie absorbée sous forme de chaleur par un corps lorsqu'il passe de l'état solide à l'état liquide à température et pression constantes. Au point de fusion d'un corps pur, elle est plus communément appelée chaleur latente de fusion car c'est sous forme de chaleur que cette énergie est absorbée et cette absorption se fait sans élévation de la température. Elle sert en quelque sorte à désorganiser les liaisons intermoléculaires qui maintiennent les molécules ensemble et non à « chauffer » au sens commun du terme. Ainsi, quand on chauffe de l'eau contenant des glaçons, la température du système reste partout égale à 0 degrés Celsius tant que les glaçons n'ont pas complètement fondu (à condition que le chauffage ne soit pas trop vif, sans quoi la température n'est plus uniforme et on se trouve hors équilibre).
Le terme enthalpie de fusion renvoie précisément à la variation d'enthalpie du système considéré (par exemple, 10 grammes d'eau). En pratique, on peut négliger les variations de pression atmosphérique pouvant intervenir lors de la fusion car elles ont peu d'effets sur l'énergie (et donc aussi sur l'enthalpie) des solides et des liquides.
La chaleur latente de fusion à pression constante est rigoureusement égale à la variation d'enthalpie du corps considéré. Elle est légèrement différente de sa variation d'énergie interne qui inclut l'énergie échangée sous forme de travail mécanique, en l'occurrence, l'effet de la pression ambiante sur la variation de volume du système (un même corps est généralement plus volumineux à l'état liquide qu'à l'état solide - l'eau faisant exception à la règle avec un comportement inverse). C'est pour s'affranchir de ce terme mécanique que la calorimétrie préfère manipuler la fonction d'état enthalpie plutôt que la fonction d'état énergie interne. En toute rigueur, la chaleur latente de fusion n'est égale à l'énergie de fusion (c'est-à-dire la variation d'énergie interne correspondante) que si le corps est confiné dans un volume fixe, ce qui implique une forte variation de pression. À pression constante au contraire, l'énergie de fusion est la somme de la chaleur latente de fusion et du travail {\displaystyle -P\Delta V} (où {\displaystyle P} est la pression ambiante et {\displaystyle \Delta V} est la variation de volume du corps quand il passe de l'état solide à l'état liquide - négatif dans le cas exceptionnel de l'eau).
Pour une quantité de matière donnée (par exemple, 10 grammes d'eau), l'enthalpie de fusion se mesure en joules.
On désigne aussi par enthalpie de fusion la chaleur latente spécifique (caractéristique d'un composé ou d'un matériau), c'est-à-dire rapportée à une unité de quantité de matière. En chimie, on exprime généralement cette grandeur en kilojoules par mole.
La chaleur ou énergie de fusion est égale, en valeur absolue, à la chaleur de solidification.
La chaleur latente de fusion est généralement exprimée en :
1. kilojoules par mole (unité SI)
2. calories par gramme
3. British thermal units par livre ou BTU

## Valeurs de référence de quelques substances courantes
| Substance          | Enthalpie de fusion (cal/g) | Enthalpie de fusion (J/g) |
| ------------------ | --------------------------- | ------------------------- |
| eau                | 79,72                       | 333,55                    |
| méthane            | 13,96                       | 58,41                     |
| éthane             | 22,73                       | 95,10                     |
| propane            | 19,11                       | 79,96                     |
| méthanol           | 23,70                       | 99,16                     |
| éthanol            | 26,05                       | 108,99                    |
| glycérol           | 47,95                       | 200,62                    |
| acide formique     | 66,05                       | 276,35                    |
| acide acétique     | 45,91                       | 192,09                    |
| acétone            | 23,42                       | 97,99                     |
| benzène            | 30,45                       | 127,40                    |
| acide myristique   | 47,49                       | 198,70                    |
| acide palmitique   | 39,18                       | 163,93                    |
| acide stéarique    | 47,54                       | 198,91                    |
| paraffine (C25H52) | 47,8-52,6                   | 200–220                   |

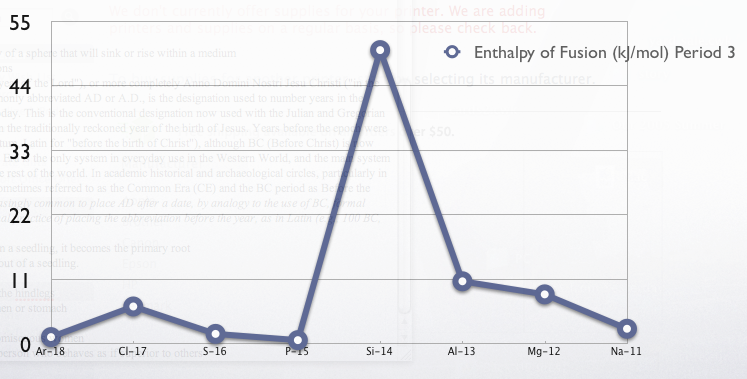
Modifications de l'enthalpie de fusion des éléments de la période 3 du tableau périodique des éléments

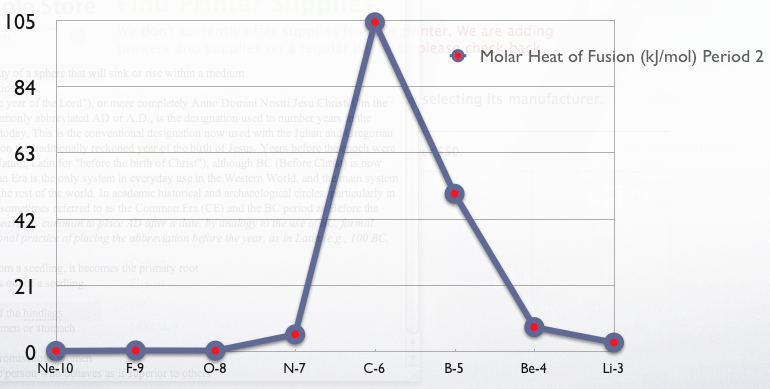
Modifications de l'enthalpie de fusion des éléments de la période 2 du tableau périodique des éléments

Valeurs tirées du CRC Handbook of Chemistry and Physics, 62e édition. La conversion entre cal/g et J/g dans le tableau ci-dessus utilise la valeur thermochimique de la calorie (calth) = 4,184 joules plutôt que la valeur tirée de l'International Steam Table (calINT) = 4,186 8 joules.
Valeurs pour les éléments à l'état standard en kJ/mol :
| H 0,12  |          |    |          |          |          |          |          |          |          |           |          |          |          |          |           |          |          | He       |
| Li 3    | Be 7,895 |    |          |          |          |          |          |          |          |           |          |          | B 50,2   | C 117,4  | N 0,71    | O 0,44   | F 0,51   | Ne 0,328 |
| Na 2,6  | Mg 8,48  |    |          |          |          |          |          |          |          |           |          |          | Al 10,71 | Si 50,21 | P 0,659   | S 1,721  | Cl 6,4   | Ar 1,18  |
| K 2,335 | Ca 8,54  |    | Sc 14,1  | Ti 14,15 | V 21,5   | Cr 21    | Mn 12,91 | Fe 13,81 | Co 16,2  | Ni 17,48  | Cu 13,26 | Zn 7,068 | Ga 5,585 | Ge 36,94 | As 24,44  | Se 6,69  | Br 10,57 | Kr 1,64  |
| Rb 2,19 | Sr 7,43  |    | Y 11,39  | Zr 21    | Nb 30    | Mo 37,48 | Tc 33,29 | Ru 38,59 | Rh 26,59 | Pd 16,74  | Ag 11,3  | Cd 6,21  | In 3,291 | Sn 7,15  | Sb 19,79  | Te 17,38 | I 15,52  | Xe 2,27  |
| Cs 2,09 | Ba 7,12  | *  | Lu 18,65 | Hf 27,2  | Ta 36,57 | W 52,31  | Re 34,08 | Os 57,85 | Ir 41,12 | Pt 22,175 | Au 12,55 | Hg 2,295 | Tl 4,142 | Pb 4,774 | Bi 11,106 | Po 10    | At       | Rn       |
| Fr      | Ra 7,7   | ** | Lr       | Rf       | Db       | Sg       | Bh       | Hs       | Mt       | Ds        | Rg       | Cn       | Nh       | Fl       | Mc        | Lv       | Ts       | Og       |
|         |          | ↓  |          |          |          |          |          |          |          |           |          |          |          |          |           |          |          |          |
|         |          | *  | La 6,2   | Ce 5,46  | Pr 6,89  | Nd 7,14  | Pm       | Sm 8,62  | Eu 9,21  | Gd 9,67   | Tb 10,15 | Dy 11,35 | Ho 11,76 | Er 19,9  | Tm 16,84  | Yb 7,66  |          |          |
|         |          | ** | Ac 12    | Th 13,81 | Pa 12,34 | U 9,14   | Np 3,2   | Pu 2,824 | Am 14,39 | Cm 14,64  | Bk       | Cf       | Es 9,41  | Fm       | Md        | No       |          |          |

## Applications
Pour chauffer un kilogramme (env. 1 litre) d'eau de 283,15 K à 303,15 K (10 °C à 30 °C), il faut 83,6 kJ.
Cependant, fondre de la glace puis augmenter la température de l'eau résultante de 20 K demande de l'énergie supplémentaire.
Ainsi, fondre de la glace à 273,15 K (0 °C), puis chauffer l'eau résultante jusqu'à 293,15 K (20 °C) demande :
(1) 333,55 J/g (chaleur de fusion de la glace) = 333,55 kJ/kg donc 333,55 kJ pour 1 kg de glace à fondre
PLUS
(2) 4,18 J g−1 K−1 = 4,18 kJ kg−1 ⋅K−1 donc 83,6 kJ pour 1 kg d'eau amenée à 20 K de plus que la valeur initiale de 273,15 K.
au TOTAL = 417,15 kJ

## Détermination de la solubilité
La chaleur de fusion peut être aussi utilisée pour déterminer la solubilité des solides dans les liquides.
Dans une solution parfaite, la fraction molaire {\displaystyle (x_{2})} du soluté à saturation est une fonction de la chaleur de fusion, du point de fusion du solide {\displaystyle (T_{fus})} et de la température {\displaystyle (T)} de la solution :
{\displaystyle \ln x_{2}=-{\frac {\Delta H_{fus}^{\circ }}{R}}\left({\frac {1}{T}}-{\frac {1}{T_{fus}}}\right)}
Avec, R étant la constante universelle des gaz parfaits. Par exemple, la solubilité du paracétamol dans l'eau à 298 K est déterminée par :
{\displaystyle \ln x_{2}={\rm {-{\frac {28\;100\ J\;mol^{-1}}{8{,}314\ J\;K^{-1}\;mol^{-1}}}\left({\frac {1}{298}}-{\frac {1}{442}}\right)}}}
{\displaystyle x_{2}=0{,}024\;8}
Ce qui est égal à la solubilité en grammes par litre de :
{\displaystyle {\rm {{\frac {0{,}024\;8\times {\frac {1\;000\ g}{18{,}053\ mol^{-1}}}}{1-0{,}024\;8}}\times 151{,}17\ mol^{-1}=213{,}4}}}
qui dévie de la solubilité réelle (240 g/l) de 11 %. Cette erreur peut être réduite en incluant dans la formule, un paramètre de capacité thermique massique.

### Preuve
À l'équilibre, les potentiels chimiques d'un solvant pur et d'un solide pur sont identiques :
{\displaystyle \mu _{solide}^{\circ }=\mu _{solution}^{\circ }\,}
ou
{\displaystyle \mu _{solide}^{\circ }=\mu _{liquide}^{\circ }+RT\ln X_{2}\,}
avec {\displaystyle R\,} la constante universelle des gaz parfaits et {\displaystyle T\,} la température.
Le réarrangement donne :
{\displaystyle RT\ln X_{2}=-(\mu _{liquide}^{\circ }-\mu _{solide}^{\circ })\,}
Or :
{\displaystyle \Delta G_{fus}^{\circ }=\mu _{liquide}^{\circ }-\mu _{solide}^{\circ }\,}
Il s'ensuit :
{\displaystyle RT\ln X_{2}=-(\Delta G_{fus}^{\circ })\,}
Application de la relation de Gibbs-Helmholtz :
{\displaystyle \left({\frac {\partial \left({\frac {\Delta G_{fus}^{\circ }}{T}}\right)}{\partial T}}\right)_{p\,}=-{\frac {\Delta H_{fus}^{\circ }}{T^{2}}}}
ce qui donne finalement :
{\displaystyle \left({\frac {\partial (\ln X_{2})}{\partial T}}\right)={\frac {\Delta H_{fus}^{\circ }}{RT^{2}}}}
ou :
{\displaystyle \partial \ln X_{2}={\frac {\Delta H_{fus}^{\circ }}{RT^{2}}}\ \delta T}
et avec l'intégration :
{\displaystyle \int _{x_{2}=1}^{x_{2}=x_{2}}\delta \ln X_{2}=\ln x_{2}=\int _{T_{f}us}^{T}{\frac {\Delta H_{fus}^{\circ }}{RT^{2}}}\ \delta T}
le résultat final est obtenu par :
{\displaystyle \ln x_{2}=-{\frac {\Delta H_{fus}^{\circ }}{R}}\left({\frac {1}{T}}-{\frac {1}{T_{fus}}}\right)}